# Hidegkuti-Nándor-Stadion
Das Hidegkuti-Nándor-Stadion (ungarisch Hidegkuti Nándor Stadion, auch als Új Hidegkuti Nándor Stadion, deutsch Neues Hidegkuti-Nándor-Stadion, bekannt) ist ein Fußballstadion in der ungarischen Hauptstadt Budapest. Es wurde im VIII. Budapester Bezirk (Józsefváros) auf dem Baugrund des alten Stadions errichtet. Die Anlage wurde 2002 nach dem ungarischen Fußballspieler und -trainer Nándor Hidegkuti (1922–2002), Mitglied der Goldenen Elf, benannt. Es ist von Beginn an die Heimspielstätte des Fußballvereins MTK Budapest FC.

## Geschichte

### Hungária-körúti-Stadion
Das heutige Hidegkuti-Nándor-Stadion hat seinen Ursprung im Jahr 1912, als auf dem gegenwärtigen Stadiongrundstück das Hungária-körúti-Stadion, auch bekannt als MTK-Stadion, am 31. März mit 40.000 Plätzen eröffnet wurde. Der MTK trat gegen Stadtrivale Ferencváros Budapest (1:0) an. Den Anstoß für den Bau gab Ferencváros, als das Üllői-úti-Stadion im Februar 1911 eingeweiht wurde. Der MTK mietete im Frühjahr 1911 für den symbolischen Wert von einer Goldkrone jährlich ein Stück Land an der Ecke Hungária kőrút und Temető dűlő. Für die wachsende Zahl von Fans war das Millenáris Sporttelep zu klein geworden. Zum Sommer 1911 konnte der Bau beginnen, nachdem die Stadiongesellschaft 40.000 Goldkronen gesammelt hatte. Mit der Einweihung trug der MTK Budapest FC seine Heimspiele dort aus. Das Spielfeld umschloss mit den Maßen 100 × 60 Meter eine Aschenbahn für internationale Leichtathletikveranstaltungen. 1913 wurde die Anlage mit einem Clubhaus ergänzt. Neben dem MTK trug die ungarische Fußballnationalmannschaft von 1913 bis 1939 Länderspiele in der Sportarena aus. Am 30. April 1922 spielte die ungarische Mannschaft hier gegen Österreich (1:1). Die Partie verfolgten 40.000 Zuschauer und stellten damit einen Besucherrekord auf. Danach wurde die Anlage, nach den Beschädigungen im Zweiten Weltkrieg, abgerissen und durch einen Neubau ersetzt.

### MTK-Stadion bzw. Hidegkuti-Nándor-Stadion
Bis zur Fertigstellung musste der Club seine Heimspiele in den Stadien der Stadtrivalen austragen. 1947 konnte die neue Heimstätte des MTK übergeben werden. In den 1960er Jahren bot es wieder rund 30.000 Plätze. Der Besucherrekord wurde 1963 bei einem Spiel gegen die bulgarische Mannschaft Slawia Sofia aufgestellt, als 32.078 Zuschauer in das MTK-Stadion strömten. Des Weiteren geschah wenig in der Fußballarena. 1987 wurde eine Flutlichtanlage installiert. 1995 wurden auf den Rängen Kunststoffsitze montiert. Es waren zu dieser Zeit 5700 Sitzplätze. Die offizielle Zahl lautete 12.700 Plätze inklusive der Stehplätze. Die UEFA ließ zu offiziellen Spielen aber nur 5515 Besucher zu.

### Új-Hidegkuti-Nándor-Stadion
Im April 2014 kündigte der Vereinsvorsitzende Tamás Deutsch an, dass in die Sanierung der Sportanlagen des MTK bis zum Jahr 2020 insgesamt 6,5 Mrd. HUF (rund 18,3 Mio. €) investiert werden sollen. Darunter bis zum Jahr 2016 der komplette Neubau des Stadions mit etwa 5000 Plätzen. Im November des Jahres wurde bekannt, dass die ungarische Regierung durch das Nationale Programm zum Wiederaufbau von Sportstadien 5,95 Mrd. HUF zum Bauprojekt beisteuert. Für das Stadion waren 3,91 Mrd. HUF vorgesehen. Für die Sporthalle Lantos Mihály Sporttelepen sollten 1,39 Mrd. HUF zur Verfügung stehen sowie 350 Mio. HUF für weitere Sportanlagen. Der MTK trug sein letztes Spiel in der alten Heimat zum Saisonabschluss der Nemzeti Bajnokság 2013/14 am 31. Mai 2014 gegen den Kaposvári Rákóczi FC aus. Der MTK Budapest gewann mit 2:0 vor 3000 Zuschauern. Die letzten Treffer erzielte Barnabás Bese im Doppelpack.
Am 6. November 2014 begann der Abbruch des alten Hidegkuti-Stadions. Zunächst wurde die Flutlichtanlage demontiert und die Kunststoffsitze von den Tribünen entfernt. Im Dezember 2014 wurden erste Bilder des Neubaus veröffentlicht. Das von Péter Bordás (Bord Építész Stúdió Kft.) entworfene Stadion sollte zwischen 5000 und 5500 Plätze bieten und die UEFA-Stadionkategorie 3, die mindestens 4500 Plätze und 250 V.I.P.-Plätze erfordert, erfüllen. Eine Fertigstellung war für Juni 2016 geplant. Im Mai 2015 konnte der Abriss der Haupttribüne vorgenommen werden.
Der Grundstein wurde am 16. November 2015, dem 127. Vereinsjubiläum, in Anwesenheit von u. a. Clubchef Tamás Deutsch, Attila Szekrényessy, dem Groß-Groß-Großenkel von Vereinsgründer Kálmán Szekrényessy und dem MTK-Kapitän József Kanta sowie Olivér Horváth und Maja Pásztor als Vertreter der Junioren des Vereins, gelegt. Als erster Gegner im Neubau sollte es zu einer Neuauflage des Endspiels im Europapokal der Pokalsieger 1963/64 kommen, als der MTK im Wiederholungsspiel gegen Sporting Lissabon mit 0:1 unterlag. Die Arbeiten verzögerten sich leicht und das Bauende sollte bis spätestens 31. August 2016 stattfinden. Nach der Übernahme am 16. September hätte die Eröffnung gegen die Lissaboner Mannschaft am 21. September 2016 stattfinden sollen. Damit man die Vorgaben der UEFA auf dem Gelände zwischen zwei Straßen erfüllt werden konnten, wurde das Spielfeld zu Beginn um 90° gedreht. In den ersten Plänen waren hinter den Toren noch Zuschauerränge geplant, diese hat man später gestrichen und durch Betomauern ersetzt. Durch die Drehung wurde auf der Ost- wie der Westseite Platz frei, welcher für den Bau von Logen und V.I.P.-Sitze genutzt wurde. Eine Kapazitätserhöhung über die vorherigen 5515 Plätze war nicht nötig, da der Zuschauerschnitt des MTK weit darunter lag. Mit den Logen kann der Club mehr Einnahmen generieren als mit normalen Zuschauerplätzen.
Am 9. Dezember 2015 wurde der erste Betonpfeiler, mit Hilfe der Spieler Sándor Torghelle und Ákos Baki sowie der Spielerin Lilla Nagy, in den Boden gesetzt. Bis zum März 2016 wurden 165 Pfeiler mit einem Gewicht von bis zu zwei Tonnen für den Bau platziert. Im Juli 2016 waren die Arbeiten weit fortgeschritten. Die Betonarbeiten waren abgeschlossen und die tragende Dachkonstruktion war fast fertiggestellt, um mit der weißen PTFE-Dachmembran bespannt zu werden. Es war bereits der Spielfeldrasen verlegt. Ende September 2016 näherte sich der Bau der Fertigstellung. Das Dach war bespannt, die weißen und blauen Kunststoffsitze auf den beiden Rängen in zufälliger Folge montiert, damit leere Sitze nicht so sehr auffallen. An den beiden Hintertorwänden wurden die Videoanzeigetafeln sowie das LED-Flutlicht installiert. Die letzten Arbeiten am Hybridrasen wurden vorgenommen mit dem Einsetzen der Kunstrasenfasern in das natürliche Grün. Anfang Oktober des Jahres wurden die beiden Anzeigetafeln getestet. Dabei wurden etwa 30 Minuten lang Szenen eines Pornofilms mit der Darstellerin Michelle Wild gezeigt. In einer Erklärung entschuldigten sich der Betreiber und das installierende Unternehmen für den Vorfall.
Am 13. Oktober 2016 wurde das neue Hidegkuti-Nándor-Stadion, in Anwesenheit von Ministerpräsident Viktor Orbán und Tamás Deutsch, eröffnet. Die erste Partie, ein Freundschaftsspiel, gegen Sporting Lissabon endete mit einem 2:2-Unentschieden. Kurz vor der Einweihung wurde das Fußballtor am südlichen Ende des Platzes nach Márton Fülöp benannt. Der ehemalige Torhüter des MTK und der ungarischen Nationalelf starb am 12. November 2015 im Alter von 32 Jahren an Krebs. Die anfänglich geschätzten Kosten von rund sechseinhalb Mrd. HUF wurden abschließend mit 7,26 Mrd. HUF (rund 20,5 Mio. Euro) überschritten. Der Bau wurde in nur neun Monaten bewerkstelligt. Ein großer Teil des Stadions besteht aus Betonfertigteilen, was die Bauarbeiten beschleunigte. Einige größere Teile wurden vor Ort hergestellt, wie die Wände hinter den Toren. Sie waren der umstrittenste Punkt des Entwurfs. Zum einen schließen sie die Seiten zu einer Schüssel, andererseits sind die nackten Betonwände aber nicht sehr beliebt und tragen den Spitznamen Klagemauer.
Das Stadion der Kategorie 3 ist für alle Nationalmannschaften im Männer- und Frauenbereich sowie für die UEFA Champions League, UEFA Women’s Champions League und die UEFA Europa League zugelassen. Statt Spieler- und Trainerbank gibt es einen eigenen Bereich auf der Tribüne. 38 Sitze von Recaro wurden für Trainer, Ersatzspieler und Betreuer verbaut. Die PTFE-Membran ist UV-beständig, nicht brennbar, hochreflektierend und robust. Das glatte Material reinigt sich durch Regenwasser selbst und muss nicht manuell gesäubert werden. Das Stadion bietet insgesamt 5014 Sitzplätze. Davon sind 4189 Zuschauerplätze, 504 Plätze in den Logen, 260 V.I.P-Sitze und 61 Plätze für die Presse. Auf der Ostseite befinden sich acht Logen. Auf der Westseite sind neun bzw. 17 Logen doppelstöckig angeordnet. In der Mitte befindet sich der Lounge-Bereich für die Geschäftsgäste. Außen stehen 535 Fahrradständer bereit.
Am 22. Oktober bestritt der MTK sein erstes Pflichtspiel im neuen Stadion. Bei der Partie des 13. Spieltages der Nemzeti Bajnokság 2016/17 traf man auf den Gyirmót SE. Das Spiel endete vor 1183 Zuschauern mit einem 1:0-Sieg durch ein Tor von Sándor Torghelle. Das erste internationale Spiel fand am 23. März 2017 im Rahmen der Qualifikation zur U-17-Fußball-Europameisterschaft 2017 statt. Die ungarische Mannschaft traf auf Russland und siegte vor 1600 Zuschauern mit 2:1.
Ende Oktober 2017 beschädigte das Sturmtief Herwart Teile der Dachmembran der Gegentribüne im Osten.
Im Mai/Juni 2023 fand in Ungarn die U-17-Fußball-Europameisterschaft 2023 statt. Eines der sieben Stadien war das Hidegkuti-Nándor-Stadion, in dem vier Gruppenspiele, ein Viertelfinale und das Endspiel ausgetragen wurden.

## Verkehrsanbindung
Die Haltestelle Hidegkuti-Nándor-Stadion der Straßenbahn Budapest an der Linie 1 liegt nur rund 100 m Wegstrecke vom Stadion entfernt.

## Film
Im Spielfilm Flucht oder Sieg von 1981 mit Michael Caine, Sylvester Stallone, Max von Sydow und einer Reihe bekannter Profifußballspieler wurden die Szenen des Fußballspiels nicht wie im Film erwähnt im Stade Olympique de Colombes in Paris gedreht, sondern im Stadion des MTK in Budapest.

## Galerie

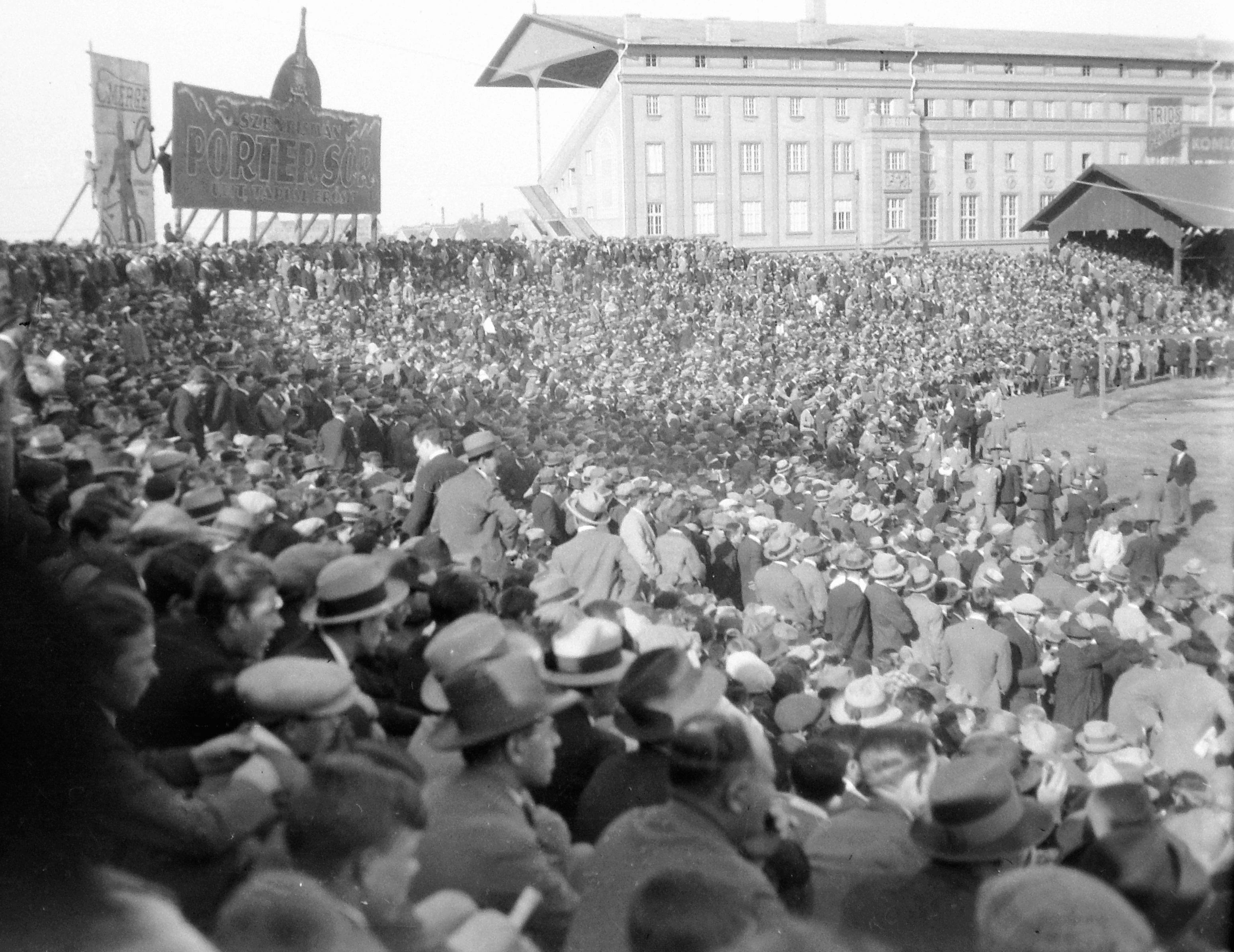
Das Stadion im Jahr 1929
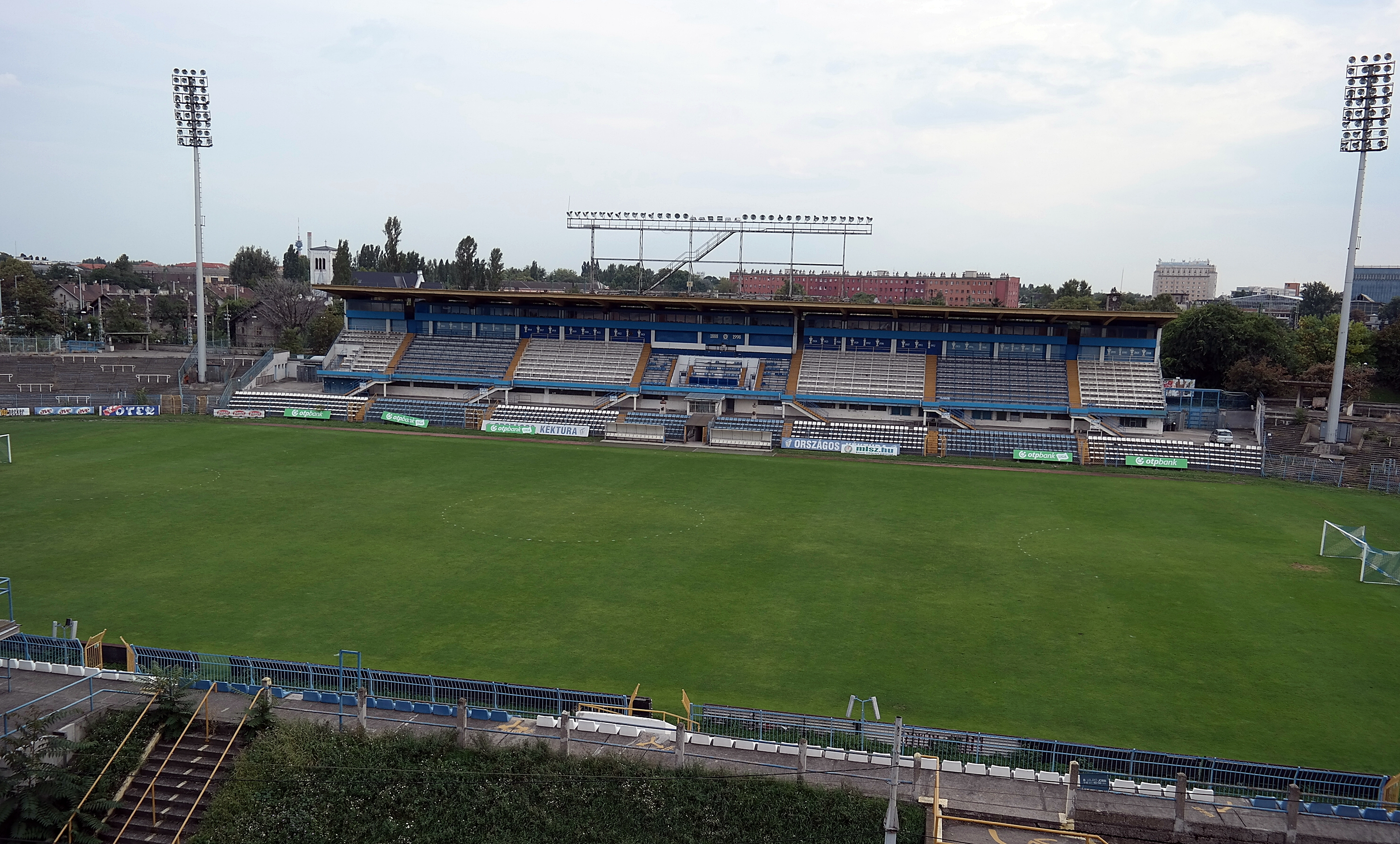
Das alte Hidegkuti-Nándor-Stadion (2014)
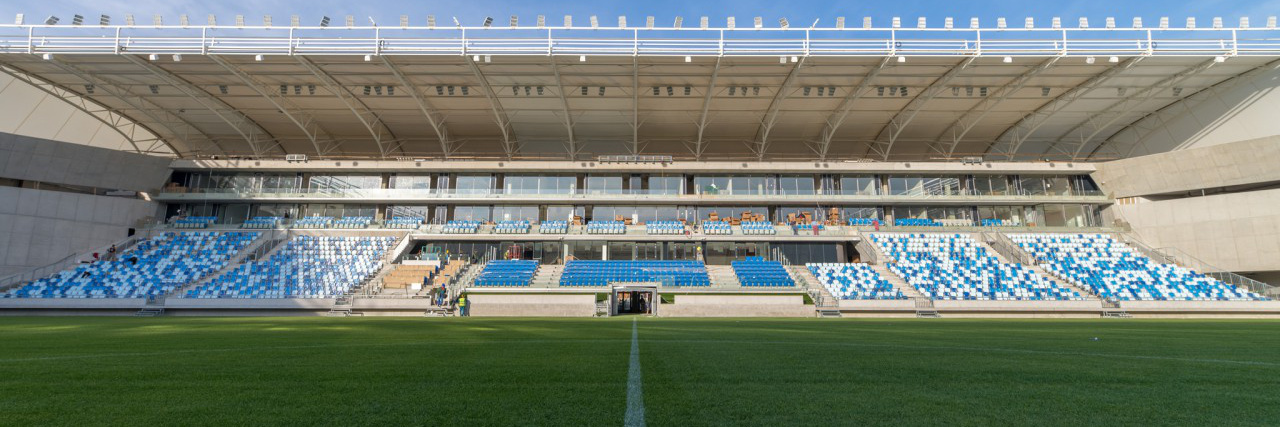
Die Haupttribüne im Jahr 2017
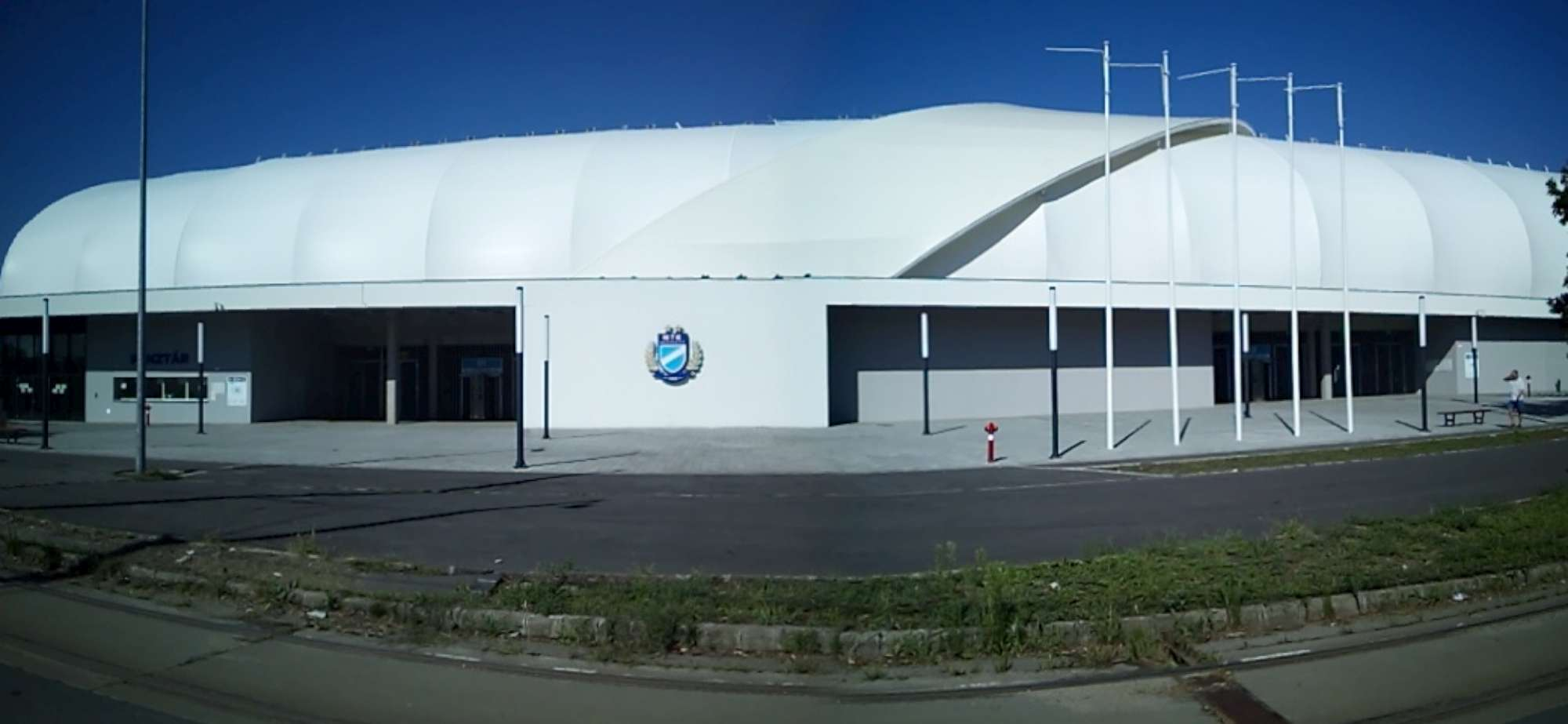
Die Fassade des Stadions im August 2017